# Ted Wachtmeister
Erik Melcher Schering "Ted" Wachtmeister af Johannishus (født 14. juli 1892 på Tistad slott i Södermanlands län, død 18. december 1975 på Nääs Sædegård i Bärbo ved Nyköping i Södermanlands län) var en svensk greve, godsejer, diplomat og rosportsmand, der deltog i OL 1912 i Stockholm.

## Sommer-OL 1912
Ved OL deltog Ted Wachtmeister i konkurrencerne på Djurgårdsbrunnsviken. Sammen med bl.a. Conrad Brunkman var han med i mændenes otter. Holdet nåede til kvartfinalen, hvor de blev besejrede af et britisk hold, der endte med at vinde sølv.

## Diplomaten
Ted Wachtmeisters far var svensk udenrigsminister, da unionen med Norge blev opløst i 1905. Ted Wachtmeister var attaché ved Utrikesdepartementet (UD) i 1918–1922.

## Ægteskaber
Ted Wachtmeister var gift to gange. I sit første ægteskab blev han far til to sønner, mens han fik fire sønner i sit andet ægteskab.
Ian Wachtmeister (1932–2017) var den næstældste søn i Ted Wachtmeisters andet ægteskab. I 1991–1994 var Ian Wachtmeister leder af partiet Ny demokrati.